# Biologie

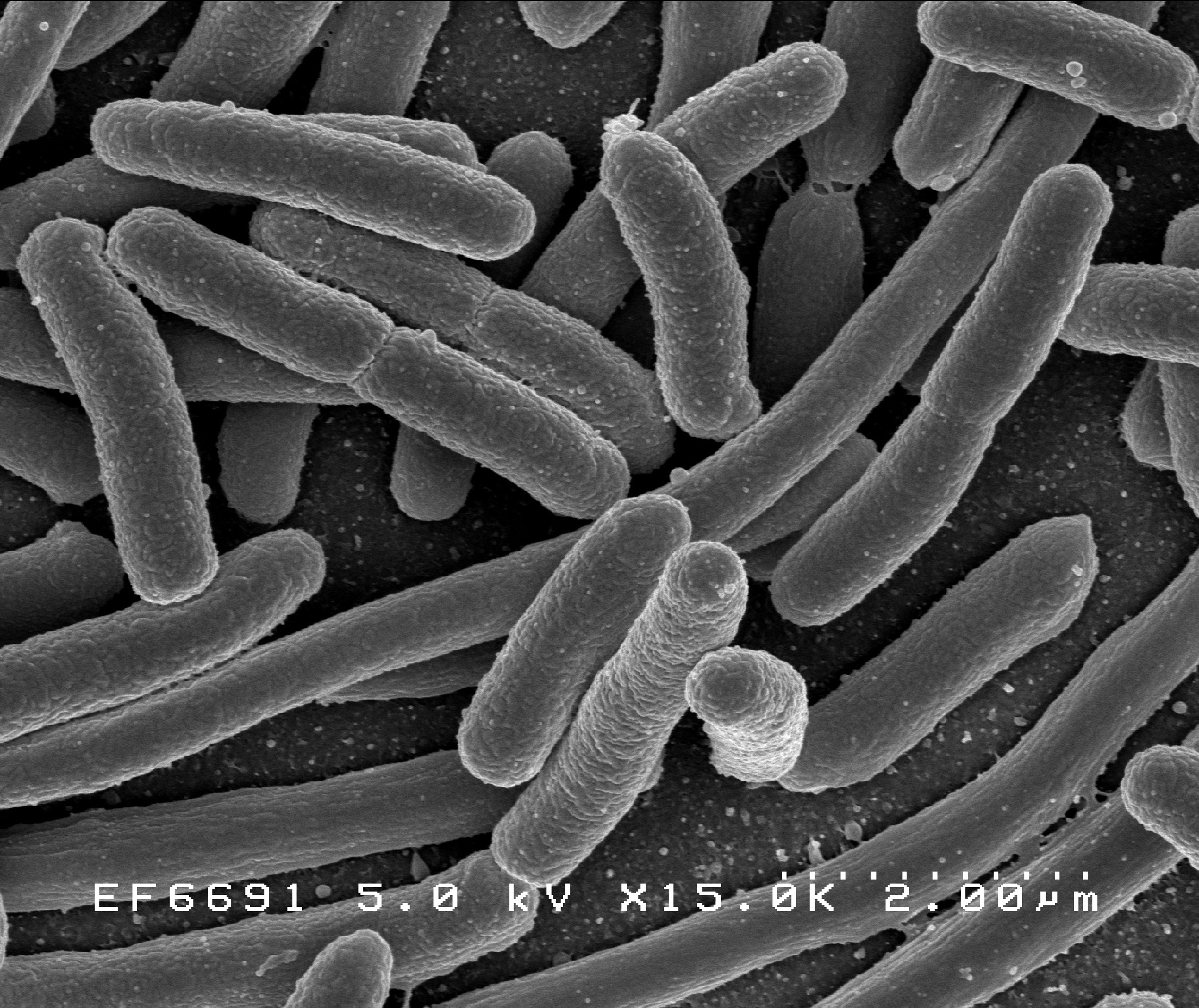
Bakterien (Escherichia coli)
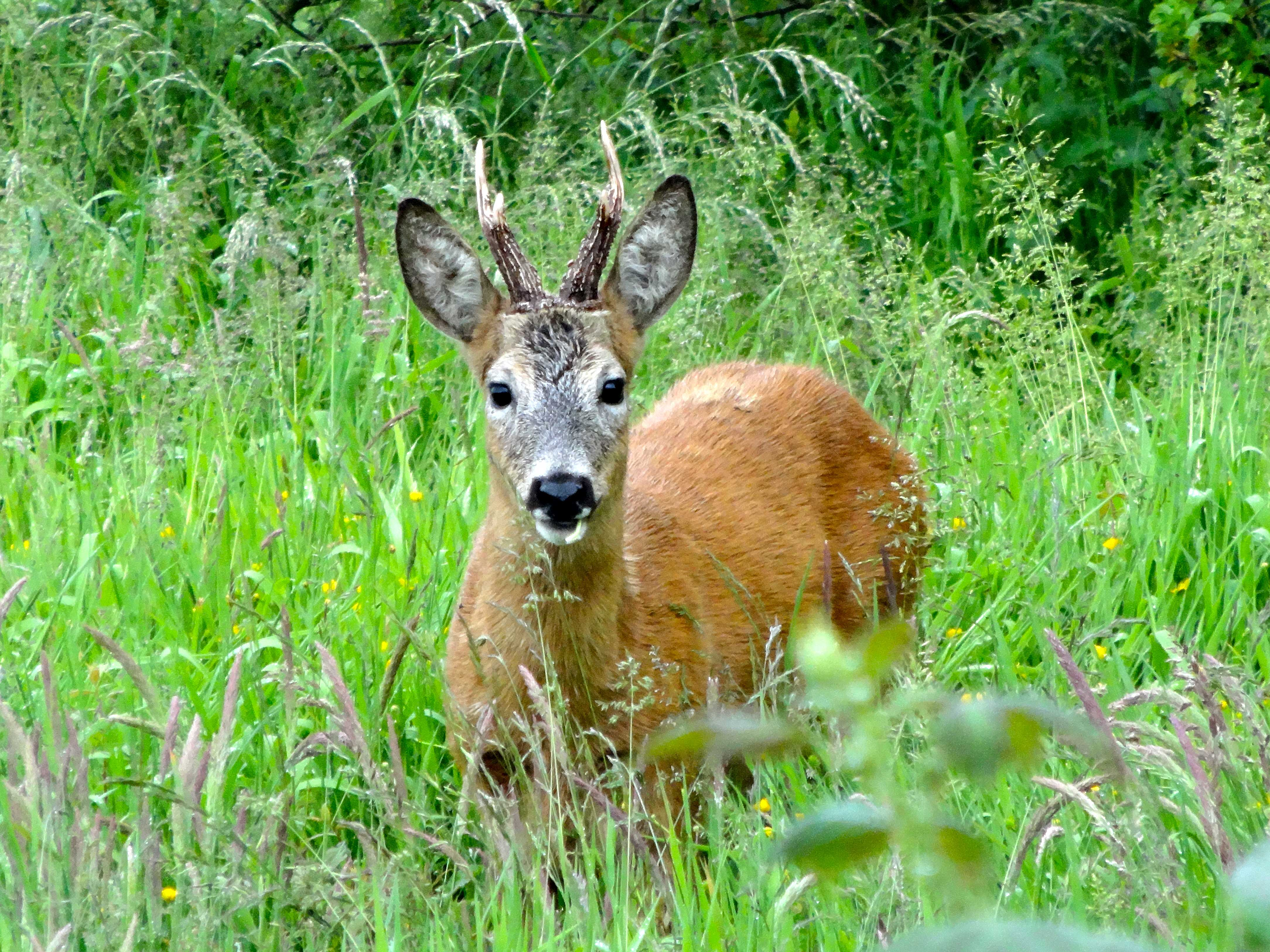
Tier (Rehbock)
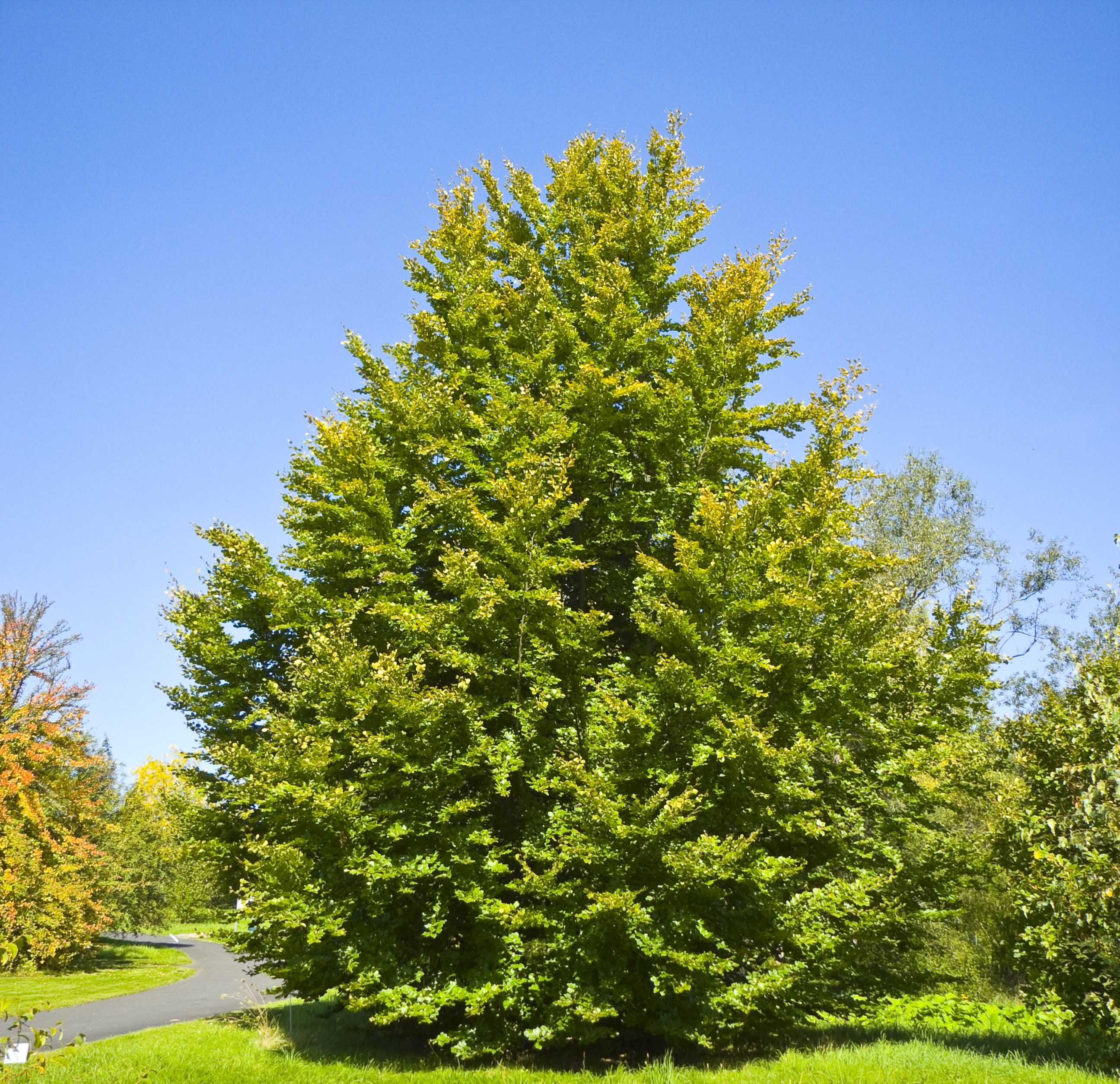
Pflanze (Rotbuche)
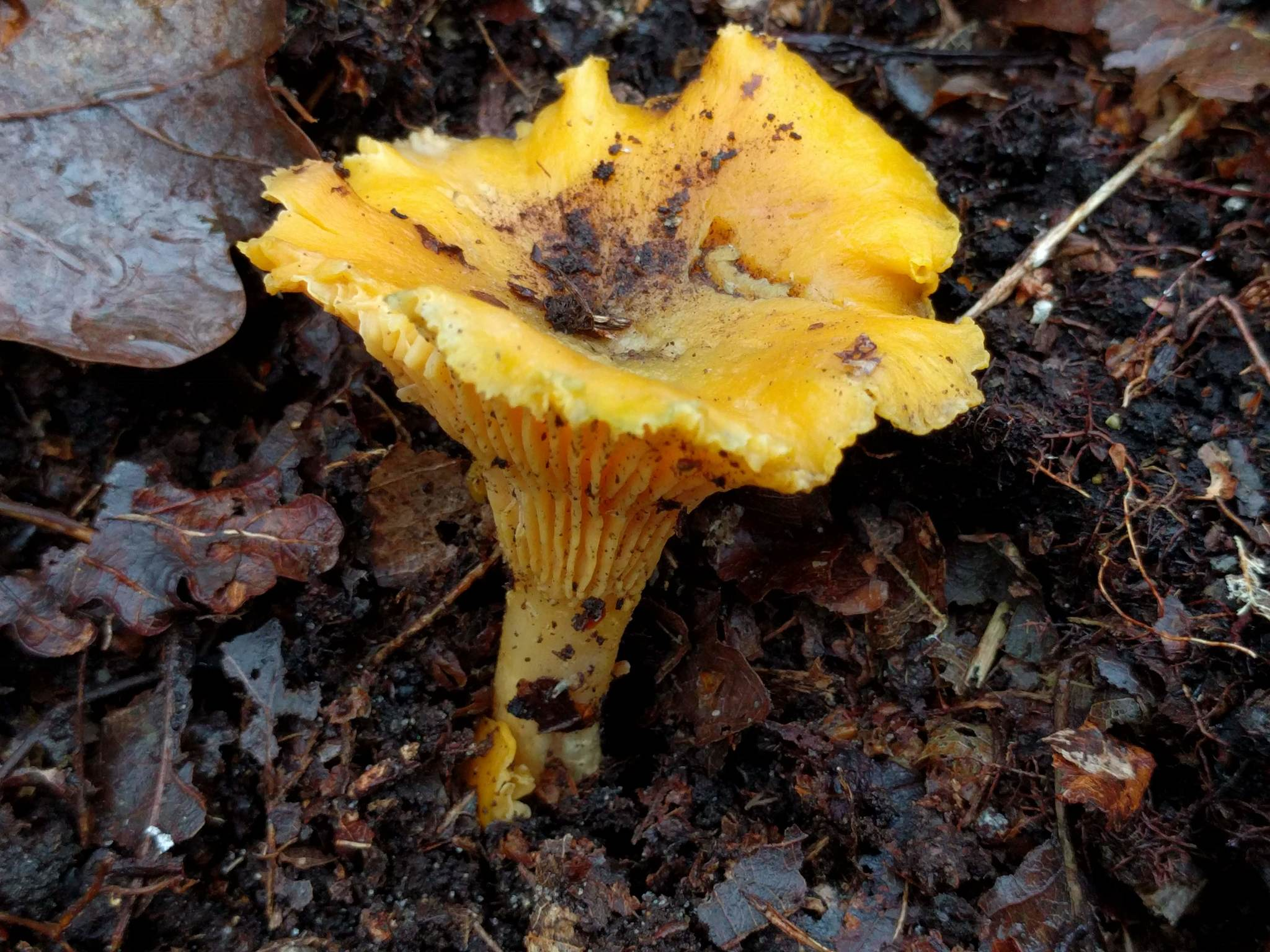
Pilze (Echter Pfifferling)

Biologie (von altgriechisch βίος bíos „Leben“ und λόγος lógos hier: „Lehre“, siehe auch -logie) oder historisch auch Lebenskunde ist die Wissenschaft von der belebten Materie, den Lebewesen. Sie ist ein Teilgebiet der Naturwissenschaften und befasst sich sowohl mit den allgemeinen Gesetzmäßigkeiten des Lebendigen als auch mit den Besonderheiten der einzelnen Lebewesen: zum Beispiel mit ihrer Entwicklung, ihrem Bauplan und den physikalischen und biochemischen Vorgängen in ihrem Inneren. Im Fach Biologie wird in zahlreichen Teilgebieten geforscht. Zu den ganz allgemein auf das Verständnis des Lebendigen ausgerichteten Teilgebieten gehören insbesondere Biophysik, Genetik, Molekularbiologie, Ökologie, Physiologie, Theoretische Biologie und Zellbiologie. Mit großen Gruppen der Lebewesen befassen sich die Botanik (Pflanzen), die Zoologie (Tiere) und die Mikrobiologie (Kleinstlebewesen und Viren).
Die Betrachtungsobjekte der Biologie umfassen u. a. Moleküle, Organellen, Zellen und Zellverbände, Gewebe und Organe, aber auch das Verhalten einzelner Organismen sowie deren Zusammenspiel mit anderen Organismen in ihrer Umwelt. Diese Vielfalt an Betrachtungsobjekten hat zur Folge, dass im Fach Biologie eine Vielfalt an Methoden, Theorien und Modellen angewandt und gelehrt wird.
Die Ausbildung von Biologen erfolgt an Universitäten im Rahmen eines Biologiestudiums, von Biologie-Lehramtsstudierenden zumindest zeitweise auch im Rahmen der Biologiedidaktik.
In neuerer Zeit haben sich infolge der fließenden Übergänge in andere Wissenschaftsbereiche (z. B. Medizin, Psychologie und Ernährungswissenschaften) sowie wegen des interdisziplinären Charakters der Forschung neben der Bezeichnung Biologie weitere Bezeichnungen für die biologischen Forschungsrichtungen und Ausbildungsgänge etabliert wie zum Beispiel Biowissenschaften, Life Sciences und Lebenswissenschaften.

## Geschichte

### Allgemeines
Überlegungen zum Leben gab es bereits um 600 v. Chr. bei dem griechischen Naturphilosophen Thales von Milet, der das Wasser als den Anfang – den Urgrund – aller Dinge bezeichnet haben soll. Von der Antike bis ins Mittelalter beruhte die Biologie allerdings hauptsächlich auf der Beobachtung der Natur, also nicht auf Experimenten. In die Interpretation der Beobachtungen flossen zudem häufig Theorien wie die Vier-Elemente-Lehre oder verschiedene spirituelle Haltungen ein, so auch der Schöpfungsmythos der biblischen Genesis, demzufolge „Gott der HERR den Menschen aus Staub von der Erde“ formte (Adam) und ihm „den Odem des Lebens in seine Nase“ blies – „und so ward der Mensch ein lebendiges Wesen.“

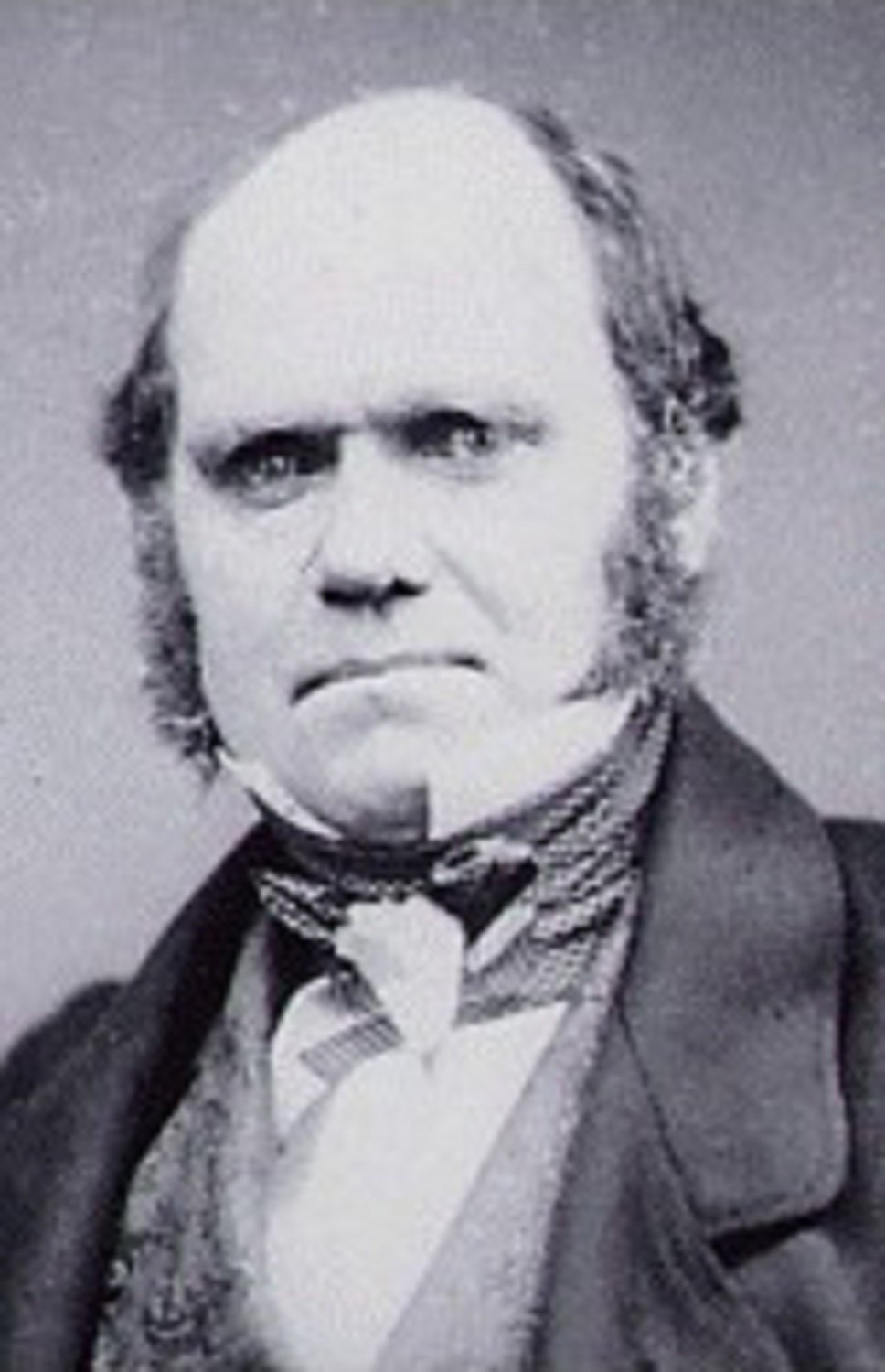
Charles Darwin

Erst mit Beginn der wissenschaftlichen Revolution in der frühen Neuzeit begannen Naturforscher, sich vom Übernatürlichen zu lösen. Im 16. und 17. Jahrhundert erweiterte sich zum Beispiel das Wissen über die Anatomie durch die Wiederaufnahme von Sektionen und Erfindungen wie das Mikroskop ermöglichten ganz neue Einblicke in eine bis dahin nahezu unsichtbare Welt. Der Brüsseler Arzt und Philosoph Johan Baptista van Helmont gelangte, Gedanken von Paracelsus weiterentwickelnd, im 17. Jahrhundert zu einer biologischen Lebens- und Krankheitsauffassung. Die Entwicklung der Chemie brachte auch in der Biologie Fortschritte. Experimente, die zur Entdeckung von molekularen Lebensvorgängen wie der Fermentation und der Fotosynthese führten, wurden möglich. Im 19. Jahrhundert wurden die Grundsteine für zwei große neue Wissenschaftszweige der Naturforschung gelegt: Gregor Mendels Arbeiten an Pflanzenkreuzungen begründeten die Vererbungslehre und die spätere Genetik und Werke von Jean-Baptiste de Lamarck, Charles Darwin und Alfred Russel Wallace begründeten die Evolutionstheorien.
Die Bezeichnung Biologie, im modernen Sinne verwendet, scheint mehrfach unabhängig voneinander eingeführt worden zu sein. Gottfried Reinhold Treviranus (Biologie oder Philosophie der lebenden Natur, 1802) und Jean-Baptiste Lamarck (Hydrogéologie, 1802) verwendeten und definierten ihn erstmals. Das Wort selbst wurde schon 1797 von Theodor Gustav August Roose (1771–1803) im Vorwort seiner Schrift Grundzüge der Lehre von der Lebenskraft verwendet und taucht im Titel des dritten Bands von Michael Christoph Hanows Philosophiae naturalis sive physicae dogmaticae: Geologia, biologia, phytologia generalis et dendrologia von 1766 auf. Zu den Ersten, die „Biologie“ in einem umfassenden Sinn prägten, gehörte der deutsche Anatom und Physiologe Karl Friedrich Burdach.
Mit der Weiterentwicklung der Untersuchungsmethoden drang die Biologie in immer kleinere Dimensionen vor. Im 19. Jahrhundert erhielt die Medizin mit der von Theodor Schwann begründeten tierischen Zellenlehre eine neue biologische Grundlage. Weitere Errungenschaften des Jahrhunderts waren die Anwendung der Deszendenztheorie, der vergleichenden Morphologie und Entwicklungsgeschichte auf die Anatomie sowie wegbereitende Erkenntnisse biochemischer und biophysikalischer Lebensvorgänge. Im 20. Jahrhundert kamen die Teilgebiete Physiologie und Molekularbiologie zur Entfaltung. Grundlegende Strukturen wie die DNA, Enzyme, Membransysteme und die gesamte Maschinerie der Zelle können seitdem auf atomarer Ebene sichtbar gemacht und in ihrer Funktion genauer untersucht werden. Zugleich gewann die Bewertung von Datenerhebungen mit Hilfe statistischer Methoden immer größere Bedeutung und verdrängte die zunehmend als bloß anekdotisch empfundene Beschreibung von Einzelphänomenen. Als Zweig der Theoretischen Biologie begann sich seit den 1920er Jahren zudem, eine mathematische Biologie zu etablieren.
Bis zur Mitte des 20. Jahrhunderts befassten sich Biologen neben Themen der Vererbung, Entwicklung und Beeinflussung des Menschen durch die Umwelt auch mit Fragen nach dem Wesen und Sinn des Lebens. So breitete sich der von Hans Driesch vertretene Neovitalismus aus. Jakob Johann von Uexküll stellte 1909 seine Umwelttheorie auf, Hans Spemann und seine Schüler lieferten ab 1921 bahnbrechende Untersuchungen zum Organisatoreffekt, es erfolgten experimentelle Studien zu den biologischen Trägern der Erbmasse in der Zelle und 1927 wurden Mutationen als Folge von Röntgenbestrahlung von Hermann Joseph Muller nachgewiesen.
Seit dem Ende des 20. Jahrhunderts entwickeln sich aus der Biologie neue angewandte Disziplinen: Beispielsweise ergänzt die Gentechnik unter anderem die klassischen Methoden der Tier- und Pflanzenzucht und eröffnet zusätzliche Möglichkeiten, die Umwelt den menschlichen Bedürfnissen anzupassen.
Die praktische Biologie und Medizin gehörten zu den Disziplinen, in denen im Deutschen Reich noch Ende des 19. Jahrhunderts im Vergleich mit anderen Disziplinen am vehementesten Gegenwehr gegen die Zulassung von Frauen geübt wurde. So versuchten unter anderem E. Huschke, C. Vogt, P. J. Möbius und T. a.L. a.W. von Bischoff die geistige Inferiorität von Frauen nachzuweisen, um deren Zulassung zum Studium zu verhindern. Hingegen waren die beschreibenden biologischen Naturwissenschaften (aber auch andere beschreibende Naturwissenschaften wie Physik und Mathematik) weiter. Hier zeigten sich die noch ausschließlich männlichen Lehrenden in einer Studie A. Kirchhoffs (1897) zumeist offen für die Zulassung von Frauen zum Studium.

### Besondere Fortschritte (Auswahl)

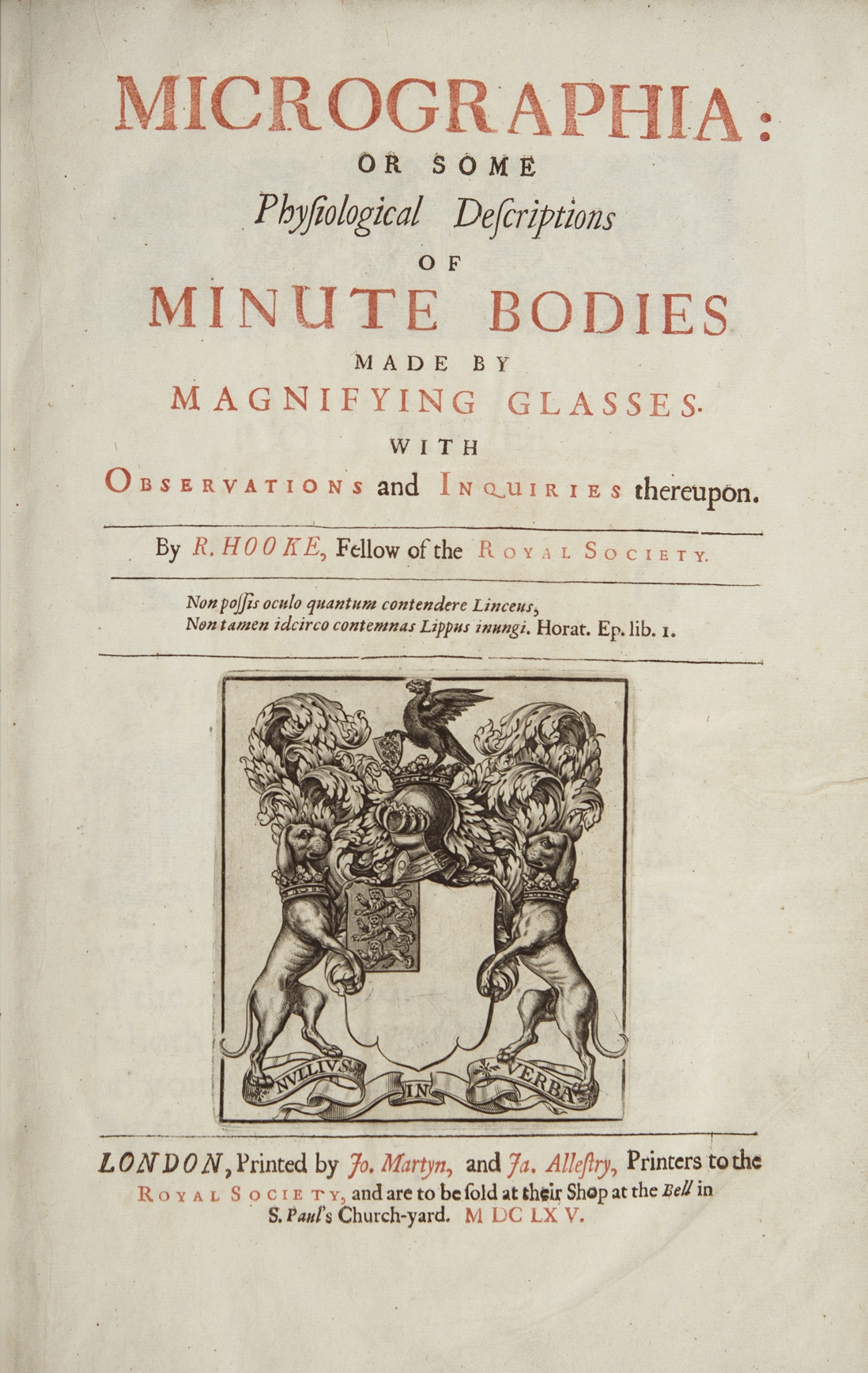
Titelblatt von Robert Hookes 1665 erschienenem Hauptwerk Micrographia, das zahlreiche mit Hilfe eines Mikroskops angefertigte Zeichnungen enthält.

- 600 v. Chr. Thales von Milet stellt die erste Theorie zur Entstehung des Lebens auf.
- 350 v. Chr. Aristoteles – diverse Schriften zur Zoologie
- 1. Jahrhundert n. Chr. Plinius der Ältere veröffentlicht die 37-bändige Naturalis historia zur Botanik und Zoologie.
- 1665 Robert Hooke beschreibt Zellen in Korkgewebe.
- 1683 Antoni van Leeuwenhoek entdeckt Bakterien, Einzeller, Blutzellen und Spermien durch Mikroskopie.
- 1758 Carl von Linné begründet in seinem Werk Systema Naturae die bis heute gültige Taxonomie im Tier- und Pflanzenreich
- um 1800 Entstehung der Auffassung von Lebewesen als Organismen (Georges Cuvier, Immanuel Kant), die konstitutiv für die (moderne) Biologie ist[10]
- 1802 Jean-Baptiste de Lamarck (Begründer der ersten Evolutionstheorie) und Gottfried Reinhold Treviranus definieren als Erste den Begriff „Biologie“.
- 1839 Theodor Schwann und Matthias Jacob Schleiden – Begründer der Zelltheorie
- 1858 Charles Darwin (1842, unveröffentlicht) und Alfred Russel Wallace begründen unabhängig voneinander die Evolutionstheorie.
- 1866 Gregor Mendels erste Veröffentlichung über Versuche mit Pflanzenhybriden begründet die Genetik.
- 1879 Gesamtdarstellung der indirekten Kernteilung durch Walther Flemming
- 1881 Coelomtheorie von Oskar Hertwig und Richard Hertwig[11]
- 1888 Einführung der Bezeichnung „Chromosomen“ durch Wilhelm Waldeyer
- 1894 Entdeckung des Pithecanthropus auf Java durch Eugène Dubois
- 1925 mit der Aufstellung der Lotka-Volterra-Gleichungen (Gleichungen zur Beschreibung von Räuber-Beute-Beziehung) beginnt das Zeitalter der mathematischen Biologie
- 1935 erster eindeutiger Nachweis eines Virus durch Wendell Meredith Stanley[12][13]
- 1938 Einführung der Übermikroskopie in Medizin und Biologie durch Helmut Ruska[14]
- 1944 Oswald Avery zeigt, dass die DNA, und nicht wie zuvor vermutet Proteine, der Träger der Erbinformationen ist
- 1950 Barbara McClintock veröffentlicht ihre (lange Zeit nicht anerkannte) Entdeckung von beweglichen Elementen in der Erbmasse (Transposons). Heute bildet ihre Entdeckung die Grundlage gentechnologischer Verfahren
- 1952 Alan Lloyd Hodgkin und Andrew Fielding Huxley stellen die Grundgleichungen der Elektrophysiologie auf
- 1953 James D. Watson und Francis Crick veröffentlichen die Doppelhelixstruktur der DNA (wichtigen Anteil an der Strukturaufklärung hatten dabei auch Rosalind Franklin und Maurice Wilkins)[15]
- 1973 John Maynard Smith und George R. Price führen das Konzept der Evolutionär Stabilen Strategie ein.[16]
- 1982 Hypothese über Prionen (infektiöses Agens ohne Erbgut) von Stanley Prusiner. Anfang der 1990er Jahre wurden Prionen durch den sogenannten Rinderwahnsinn allgemein bekannt.
- 1983 Kary Mullis erfindet die Polymerase-Kettenreaktion (PCR). DNA-Moleküle können fortan im Labor millionenfach vervielfältigt werden
- 1990–2003 Sequenzierung des menschlichen Erbguts durch das Humangenomprojekt

## Einteilung der Fachgebiete

Fachsystematik der Biologie

Die Biologie als Wissenschaft lässt sich durch die Vielzahl von Lebewesen, Untersuchungstechniken und Fragestellungen nach verschiedenen Kriterien in Teilbereiche untergliedern: Zum einen kann die Fachrichtung nach den jeweils betrachteten Organismengruppen (Pflanzen in der Botanik, Bakterien in der Mikrobiologie) eingeteilt werden. Andererseits kann sie auch anhand der bearbeiteten mikro- und makroskopischen Hierarchie-Ebenen (Molekülstrukturen in der Molekularbiologie, Zellen in der Zellbiologie) geordnet werden.
Die verschiedenen Systeme überschneiden sich jedoch, da beispielsweise die Genetik viele Organismengruppen betrachtet und in der Zoologie sowohl die molekulare Ebene der Tiere als auch ihr Verhalten untereinander erforscht wird. Die Abbildung zeigt in kompakter Form eine Ordnung, die beide Systeme miteinander verbindet.
Im Folgenden wird ein Überblick über die verschiedenen Hierarchie-Ebenen und die zugehörigen Gegenstände der Biologie gegeben. In seiner Einteilung orientiert er sich an der Abbildung. Beispielhaft sind Fachgebiete aufgeführt, die vornehmlich die jeweilige Ebene betrachten.

### Mikrobiologie
Sie ist die Wissenschaft und Lehre von den Mikroorganismen, also von den Lebewesen, die als Individuen nicht mit bloßem Auge erkannt werden können: Bakterien und andere Einzeller, bestimmte Pilze, ein- und wenigzellige Algen (Mikroalgen) und Viren.

### Botanik / Pflanzenwissenschaft
Die Botanik (auch Pflanzenwissenschaft) ging aus der Heilpflanzenkunde hervor und beschäftigt sich vor allem mit dem Bau, der Stammesgeschichte, der Verbreitung und dem Stoffwechsel der Pflanzen.

### Zoologie / Tierbiologie
Die Zoologie (auch Tierbiologie) beschäftigt sich vor allem mit dem Bau, der Stammesgeschichte, der Verbreitung und den Lebensäußerungen der Tiere.

### Humanbiologie
Die Humanbiologie ist eine Disziplin, die sich im engeren Sinn mit der Biologie des Menschen sowie den biologischen Grundlagen der Humanmedizin und im weiteren Sinn mit den für den Menschen relevanten Teilbereichen der Biologie befasst. Die Humanbiologie entstand als eigenständige Wissenschaftsdisziplin erst in der zweiten Hälfte des 20. Jahrhunderts.
Ihr verwandt ist die biologische Anthropologie, welche jedoch zur Anthropologie gezählt wird. Ziel der biologischen Anthropologie mit ihren Teilgebieten Primatologie, Evolutionstheorie, Sportanthropologie, Paläoanthropologie, Bevölkerungsbiologie, Industrieanthropologie, Genetik, Wachstum (Auxologie), Konstitution und Forensik ist die Beschreibung, Ursachenanalyse und evolutionsbiologische Interpretation der Verschiedenheit biologischer Merkmale der Hominiden. Ihre Methoden sind sowohl beschreibend als auch analytisch.

### Molekularbiologie

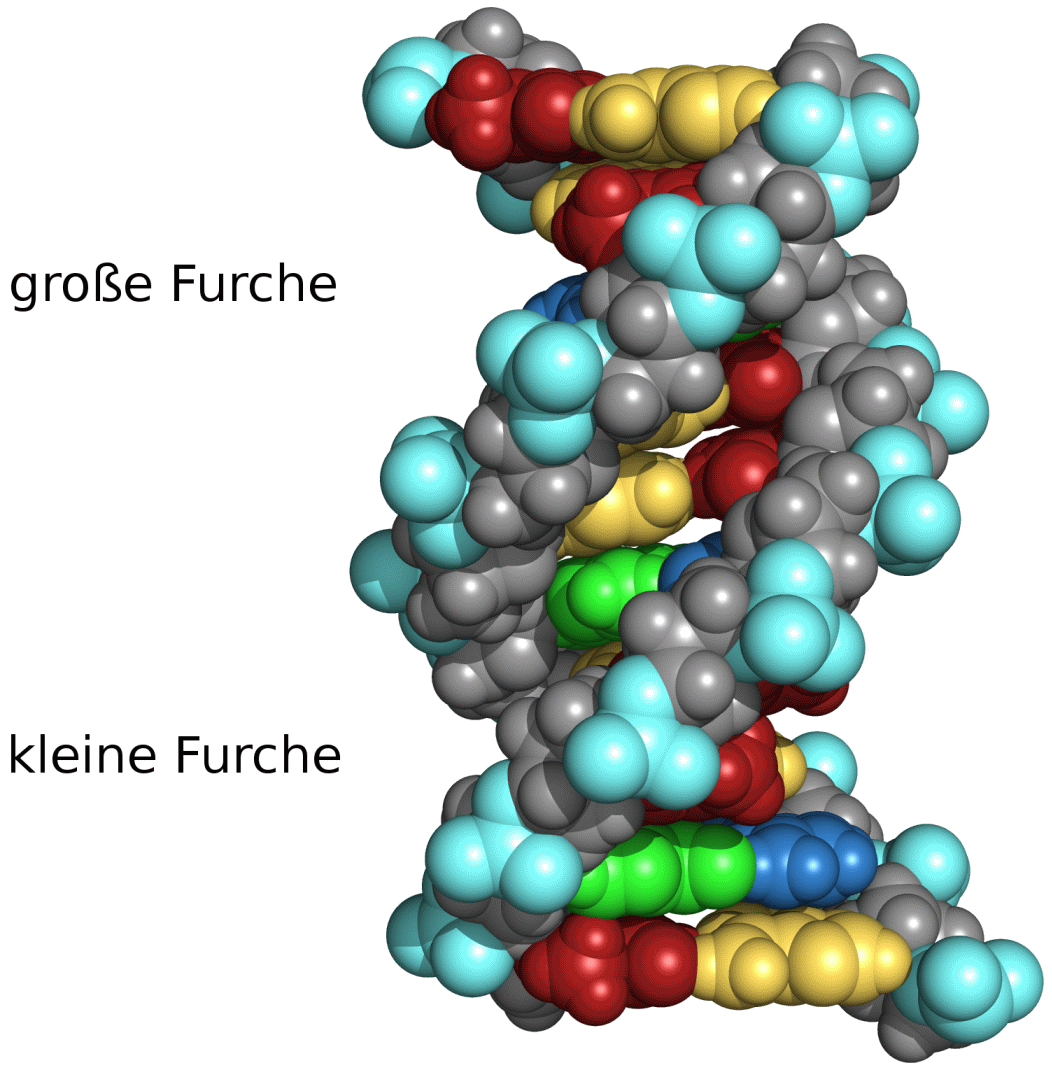
Molekülstruktur einer DNA-Doppelhelix

Die grundlegende Stufe der Hierarchie bildet die Molekularbiologie. Sie ist jene biologische Teildisziplin, die sich mit Molekülen in lebenden Systemen beschäftigt. Zu den biologisch wichtigen Molekülklassen gehören Nukleinsäuren, Proteine, Kohlenhydrate und Lipide. Die Nukleinsäuren DNA und RNA sind als Speicher der Erbinformation ein wichtiges Objekt der Forschung. Es werden die verschiedenen Gene und ihre Regulation entschlüsselt sowie die darin codierten Proteine untersucht. Eine weitere große Bedeutung kommt den Proteinen zu. Sie sind zum Beispiel in Form von Enzymen als biologische Katalysatoren für beinahe alle stoffumsetzenden Reaktionen in Lebewesen verantwortlich. Neben den aufgeführten Gruppen gibt es noch viele weitere, wie Alkaloide, Terpene und Steroide. Allen gemeinsam ist ein Grundgerüst aus Kohlenstoff, Wasserstoff und oft auch Sauerstoff, Stickstoff und Schwefel. Auch Metalle spielen in sehr geringen Mengen in manchen Biomolekülen (z. B. Chlorophyll oder Hämoglobin) eine Rolle.
Biologische Disziplinen, die sich auf dieser Ebene beschäftigen, sind:
- Biochemie,
- Genetik und Epigenetik (DNA-unabhängige Vererbung von Merkmalen),
- Molekularbiologie,
- Pharmazeutische Biologie und Toxikologie.

### Zellbiologie
Zellen sind grundlegende strukturelle und funktionelle Einheiten von Lebewesen. Man unterscheidet zwischen prokaryotischen Zellen, die keinen Zellkern besitzen und wenig untergliedert sind, und eukaryotischen Zellen, deren Erbinformation sich in einem Zellkern befindet und die verschiedene Zellorganellen enthalten. Zellorganellen sind durch einfache oder doppelte Membranen abgegrenzte Reaktionsräume innerhalb einer Zelle. Sie ermöglichen den gleichzeitigen Ablauf verschiedener, auch entgegengesetzter chemischer Reaktionen. Einen großen Teil der belebten Welt stellen Organismen, die nur aus einer Zelle bestehen, die Einzeller. Sie können dabei aus einer prokaryotischen Zelle bestehen (die Bakterien), oder aus einer eukaryotischen (wie manche Pilze).
In mehrzelligen Organismen schließen sich viele Zellen gleicher Bauart und mit gleicher Funktion zu Geweben zusammen. Mehrere Gewebe mit Funktionen, die ineinandergreifen, bilden ein Organ.
Biologische Disziplinen, vornehmlich auf dieser Ebene (Beispiele):
- Histologie, Anatomie
- Immunologie, Infektionsbiologie, Neurobiologie
- Mykologie, Mikrobiologie, Protozoologie, Phykologie
- Zellbiologie, Zellphysiologie

### Entwicklungsbiologie
Jedes Lebewesen ist Resultat einer Entwicklung. Nach Ernst Haeckel lässt sich diese Entwicklung auf zwei zeitlich unterschiedlichen Ebenen betrachten:
- Durch die Evolution kann sich die Form von Organismen im Laufe der Generationen weiterentwickeln (Phylogenese).
- Die Ontogenese ist die Individualentwicklung eines einzelnen Organismus von seiner Zeugung über seine verschiedenen Lebensstadien bis hin zum Tod. Die Entwicklungsbiologie untersucht diesen Verlauf.

### Physiologie
Die Physiologie befasst sich mit den physikalischen, biochemischen und informationsverarbeitenden Funktionen der Lebewesen. Physiologisch geforscht und ausgebildet wird sowohl in den akademischen Fachrichtungen Biologie und Medizin als auch in der Psychologie.

### Genetik
Als Begründer der Genetik gilt Gregor Mendel. So entdeckte er die später nach ihm benannten Mendelschen Regeln, die in der Wissenschaft allerdings erst im Jahr 1900 rezipiert und bestätigt wurden. Der heute weitaus wichtigste Teilbereich der Genetik ist die Molekulargenetik, die in den 1940er Jahren begründet wurde.

### Verhaltensbiologie
Die Verhaltensbiologie erforscht das Verhalten der Tiere und des Menschen. Sie beschreibt das Verhalten, stellt Vergleiche zwischen Individuen und Arten an und versucht, das Entstehen bestimmter Verhaltensweisen im Verlauf der Stammesgeschichte zu erklären, also den „Nutzen“ für das Individuum.

### Ökologie / Umweltbiologie
Das Fachgebiet Ökologie (auch Umweltbiologie) setzt sich mit den Wechselwirkungen zwischen den Organismen und den abiotischen und biotischen Faktoren ihres Lebensraumes auf verschiedenen Organisationsebenen auseinander.
- Individuen: Die Autökologie betrachtet vor allem Auswirkungen der abiotischen Faktoren wie Licht, Temperatur, Wasserversorgung oder jahreszeitlichen Wandel auf das Individuum. Biologische Disziplinen, die diese Ebene ebenfalls betrachten, sind beispielsweise die Anthropologie, Zoologie, Botanik und Verhaltensbiologie.
- Populationen (Demökologie):

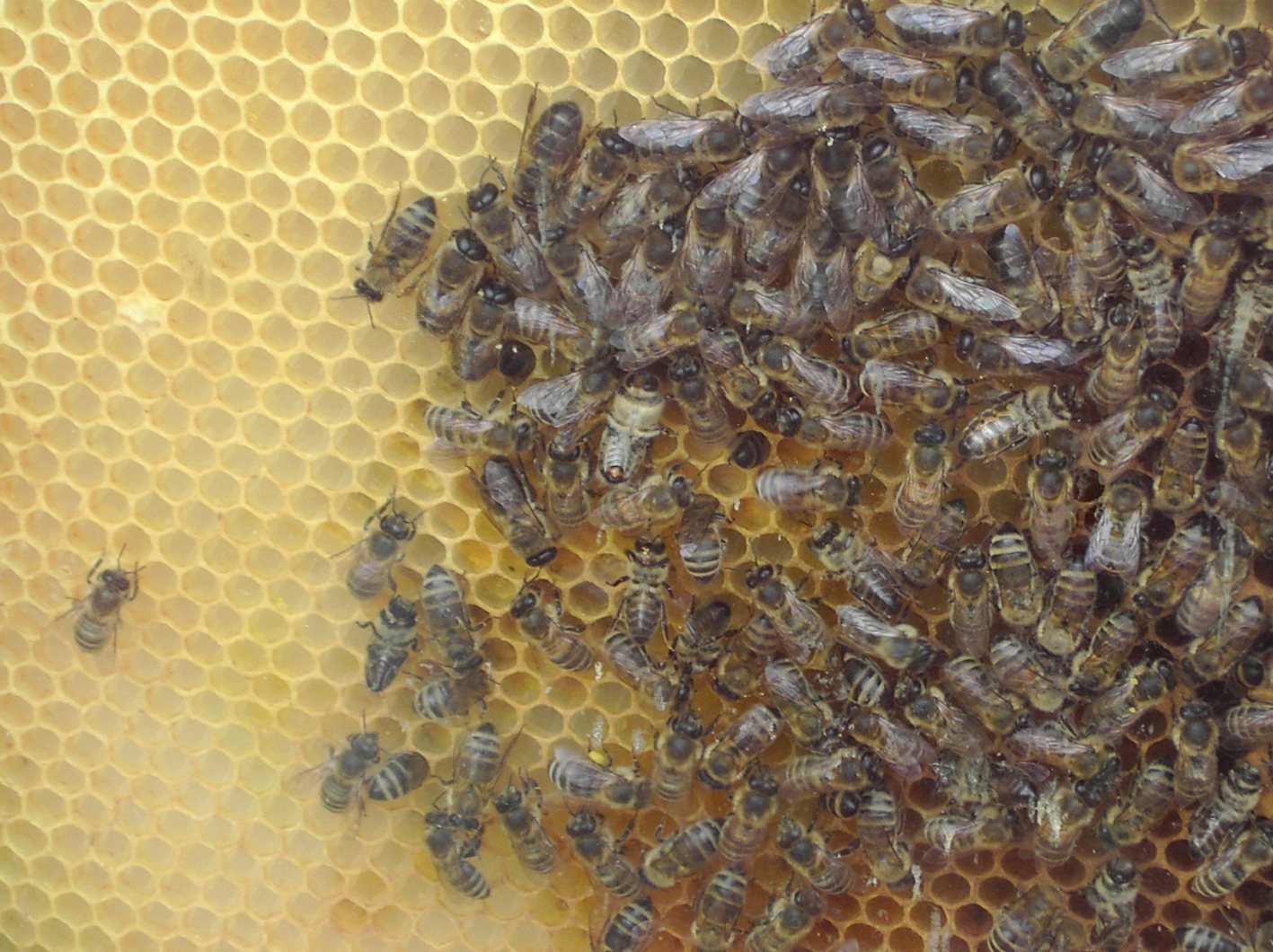
Bienen auf ihrer Wabe

Eine Population ist eine Fortpflanzungsgemeinschaft innerhalb einer Art in einem zeitlich und räumlich begrenzten Gebiet. Die Populationsökologie betrachtet vor allem die Dynamik der Populationen eines Lebensraumes auf Grund der Veränderungen der Geburten- und Sterberate, durch Veränderungen im Nahrungsangebot oder abiotischer Umweltfaktoren. Diese Ebene wird auch von der Verhaltensbiologie und der Soziobiologie untersucht.
Im Zusammenhang mit der Beschreibung und Untersuchung sozialer Verbände wie Herden oder Rudel können auch die auf den Menschen angewandten Gesellschaftswissenschaften gesehen werden.
- Biozönosen (Synökologie): Sie stellen Gemeinschaften von Organismen dar. Pflanzen, Tiere, Pilze, Einzeller und Bakterien sind in einem Ökosystem meist voneinander abhängig und beeinflussen sich gegenseitig. Sie sind Teil von Stoffkreisläufen in ihrem Lebensraum bis hin zu den globalen Stoffkreisläufen wie dem Kohlenstoffzyklus.

Die Lebewesen können sich positiv (z. B. Symbiose), negativ (z. B. Fressfeinde, Parasitismus) oder einfach gar nicht beeinflussen.
Lebensgemeinschaft (Biozönose) und Lebensraum (Biotop) bilden zusammen ein Ökosystem.
- Die Landschaftsökologie ist auf die räumliche Ausprägung ökologischer Zusammenhänge und Regelkreise gerichtet. Sie erforscht das Zusammenwirken von Biodiversität und Geodiversität auf der Ebene der daraus resultierenden Landschaftsdiversität.
- In der Humanökologie werden im Besonderen die wechselseitigen Beziehungen zwischen Mensch und Umwelt in den Mittelpunkt gerückt.

Biologische Disziplinen, die sich mit Ökosystemen beschäftigen (Beispiele):
- Biogeografie, Biozönologie
- Ökologie, Chorologie, Geobotanik, Pflanzensoziologie

Da die Evolution der Organismen zu einer Anpassung an eine bestimmte Umwelt führen kann, besteht ein intensiver Austausch zwischen beiden Fachdisziplinen, was insbesondere in der Disziplin der Evolutionsökologie zum Ausdruck kommt.

### Evolutionsbiologie und Systematik
Die Phylogenese beschreibt die Entwicklung einer Art im Verlauf von Generationen. Hier betrachtet die Evolutionsbiologie die langfristige Anpassung an Umweltbedingungen und die Aufspaltung in neue Arten.
Auf der Grundlage der phylogenetischen Entwicklung ordnet die biologische Taxonomie alle Lebewesen in ein Schema ein. Die Gesamtheit aller Organismen wird in drei Gruppen, die Domänen, unterteilt, welche wiederum weiter untergliedert werden:
- Archaeen (Archaea)
- Bakterien (Bacteria)
- Eukaryoten (Eukarya)

Phylogenetischer Baum, der die Einteilung der Lebewesen in die drei Domänen zeigt

Mit der Klassifizierung der Tiere in diesem System beschäftigt sich die Spezielle Zoologie, mit der Einteilung der Pflanzen die Spezielle Botanik, mit der Einteilung der Archaeen, Bakterien und Pilze die Mikrobiologie.
Als häufige Darstellung wird ein phylogenetischer Baum gezeichnet. Die Verbindungslinien zwischen den einzelnen Gruppen stellen dabei die evolutionäre Verwandtschaft dar. Je kürzer der Weg zwischen zwei Arten in einem solchen Baum, desto enger sind sie miteinander verwandt. Als Maß für die Verwandtschaft wird häufig die Sequenz eines weitverbreiteten Gens herangezogen.
Als in gewissem Sinne eine Synthese von Ökologie, Evolutionsbiologie und Systematik hat sich seit Ende der 1980er Jahre die Biodiversitätsforschung etabliert, die auch den Brückenschlag zu Schutzbestrebungen für die biologische Vielfalt und zu politischen Abkommen über Schutz und Nachhaltigkeit bildet.

### Synthetische Biologie
In diesem Fachgebiet versuchen Bio-Ingenieure, künstliche lebensfähige Systeme herzustellen, die wie naturgegebene Organismen von einem Genom gesteuert werden.

### Theoretische Biologie
Die Theoretische Biologie (auch Systemische Biologie) befasst sich mit mathematisch formulierbaren Grundprinzipien biologischer Systeme auf allen Organisationsstufen.

### Systembiologie
Die Systembiologie versucht, Organismen in ihrer funktionellen Gesamtheit zu verstehen. Sie folgt der Systemtheorie und nutzt neben mathematischen Modellen auch Computersimulationen. Sie überschneidet sich mit der Theoretischen Biologie.

## Arbeitsmethoden der Biologie
Die Biologie nutzt viele allgemein gebräuchliche wissenschaftliche Methoden, wie strukturiertes Beobachten, Dokumentation (Notizen, Fotos, Filme), Hypothesenbildung, mathematische Modellierung, Abstraktion und Experimente. Bei der Formulierung von allgemeinen Prinzipien in der Biologie und der Knüpfung von Zusammenhängen stützt man sich sowohl auf empirische Daten als auch auf mathematische Sätze. Je mehr Versuche mit verschiedenen Ansatzpunkten auf das gleiche Ergebnis hinweisen, desto eher wird es als gültig anerkannt. Diese pragmatische Sicht ist allerdings umstritten; insbesondere Karl Popper hat sich gegen sie gestellt. Aus seiner Sicht können Theorien durch Experimente oder Beobachtungen und selbst durch erfolglose Versuche, eine Theorie zu widerlegen, nicht untermauert, sondern nur untergraben werden (siehe Unterdeterminierung von Theorien durch Evidenz).
Einsichten in die wichtigsten Strukturen und Funktionen der Lebewesen sind mit Hilfe von Nachbarwissenschaften möglich. Die Physik beispielsweise liefert eine Vielzahl von Untersuchungsmethoden. Einfache optische Geräte wie das Lichtmikroskop ermöglichen das Beobachten von kleineren Strukturen wie Zellen und Zellorganellen. Das brachte neues Verständnis über den Aufbau von Organismen und mit der Zellbiologie eröffnete sich ein neues Forschungsfeld. Mittlerweile gehört eine Palette hochauflösender bildgebender Verfahren, wie Fluoreszenzmikroskopie oder Elektronenmikroskopie, zum Standard.
Als eigenständiges Fach zwischen den Wissenschaften Biologie und Chemie hat sich die Biochemie herausgebildet. Sie verbindet das Wissen um die chemischen und physikalischen Eigenschaften von den Bausteinen des Lebens mit der Wirkung auf das biologische Gesamtgefüge. Mit chemischen Methoden ist es möglich bei biologischer Versuchsführung zum Beispiel Biomoleküle mit einem Farbstoff oder einem radioaktiven Isotop zu versehen. Das ermöglicht ihre Verfolgung durch verschiedene Zellorganellen, den Organismus oder durch eine ganze Nahrungskette.
Die Bioinformatik ist eine sehr junge Disziplin zwischen der Biologie und der Informatik. Die Bioinformatik versucht mit Methoden der Informatik biologische Fragestellungen zu lösen. Im Gegensatz zur theoretischen Biologie, welche häufig nicht mit empirischen Daten arbeitet, um konkrete Fragen zu lösen, benutzt die Bioinformatik biologische Daten. So war eines der Großforschungsprojekte der Biologie, die Genomsequenzierung, nur mit Hilfe der Bioinformatik möglich. Die Bioinformatik wird aber auch in der Strukturbiologie eingesetzt, hier existieren enge Wechselwirkungen mit der Biophysik und Biochemie. Eine der fundamentalen Fragestellungen der Biologie, die Frage nach dem Ursprung der Lebewesen (auch als phylogenetischer Baum des Lebens bezeichnet, siehe Abbildung oben), wird heute mit bioinformatischen Methoden bearbeitet.
Die Mathematik dient als Hauptinstrument der theoretischen Biologie der Beschreibung und Analyse allgemeinerer Zusammenhänge der Biologie. Beispielsweise erweist sich die Modellierung durch Systeme gewöhnlicher Differenzialgleichungen in vielen Bereichen der Biologie (etwa der Evolutionstheorie, Ökologie, Neurobiologie und Entwicklungsbiologie) als grundlegend. Fragen der Phylogenetik werden mit Methoden der diskreten Mathematik und algebraischen Geometrie bearbeitet.
Zu Zwecken der Versuchsplanung und Analyse finden Methoden der Statistik Anwendung.
Die unterschiedlichen biologischen Teildisziplinen nutzen verschiedene systematische Ansätze:
- Mathematische Biologie: Aufstellen und Beweisen allgemeiner Sätze der Biologie.
- Biologische Systematik: Lebewesen charakterisieren und anhand ihrer Eigenschaften und Merkmale in ein System einordnen
- Physiologie: Zerlegung und Beschreibung von Organismen und ihren Bestandteilen mit anschließendem Vergleich mit anderen Organismen, mit dem Ziel einer Funktionserklärung
- Genetik: Katalogisieren und analysieren des Erbgutes und der Vererbung
- Verhaltensbiologie, Soziobiologie: Das Verhalten von Individuen, von artgleichen Tieren in der Gruppe und zu anderen Tierarten beobachten und erklären
- Ökologie: Beobachten einer oder mehrerer Arten in ihrem Lebensraum, ihrer Wechselbeziehung und den Auswirkungen biotischer und abiotischer Faktoren auf ihre Lebensweise
- Nutzansatz: die Zucht und Haltung von Nutzpflanzen, Nutztiere und Nutzmikroorganismen untersuchen und durch Variation der Haltungsbedingungen optimieren

## Anwendungsbereiche der Biologie
Die Biologie ist eine naturwissenschaftliche Disziplin, die sehr viele Anwendungsbereiche hat. Durch biologische Forschung werden Erkenntnisse über den Aufbau des Körpers und die funktionellen Zusammenhänge gewonnen. Sie bilden eine zentrale Grundlage, auf der die Medizin und Veterinärmedizin Ursachen und Auswirkungen von Krankheiten bei Mensch und Tier untersucht. Auf dem Gebiet der Pharmazie werden Medikamente, wie beispielsweise Insulin oder zahlreiche Antibiotika, aus genetisch veränderten Mikroorganismen statt aus ihrer natürlichen biologischen Quelle gewonnen, weil diese Verfahren preisgünstiger und um ein Vielfaches produktiver sind. Für die Landwirtschaft werden Nutzpflanzen mittels Molekulargenetik mit Resistenzen gegen Schädlinge versehen und unempfindlicher gegen Trockenheit und Nährstoffmangel gemacht. In der Genussmittel- und Nahrungsmittelindustrie sorgt die Biologie für eine breite Palette länger haltbarer und biologisch hochwertigerer Nahrungsmittel. Einzelne Lebensmittelbestandteile stammen auch hier von genetisch veränderten Mikroorganismen. So wird das Lab zur Herstellung von Käse heute nicht mehr aus Kälbermagen extrahiert, sondern mikrobiell erzeugt.
Weitere angrenzende Fachgebiete, die ihre eigenen Anwendungsfelder haben, sind Ethnobiologie, Bionik, Bioökonomie, Bioinformatik und Biotechnologie.

## „Galerie des Lebens“ (Vertreter verschiedener Organismengruppen)

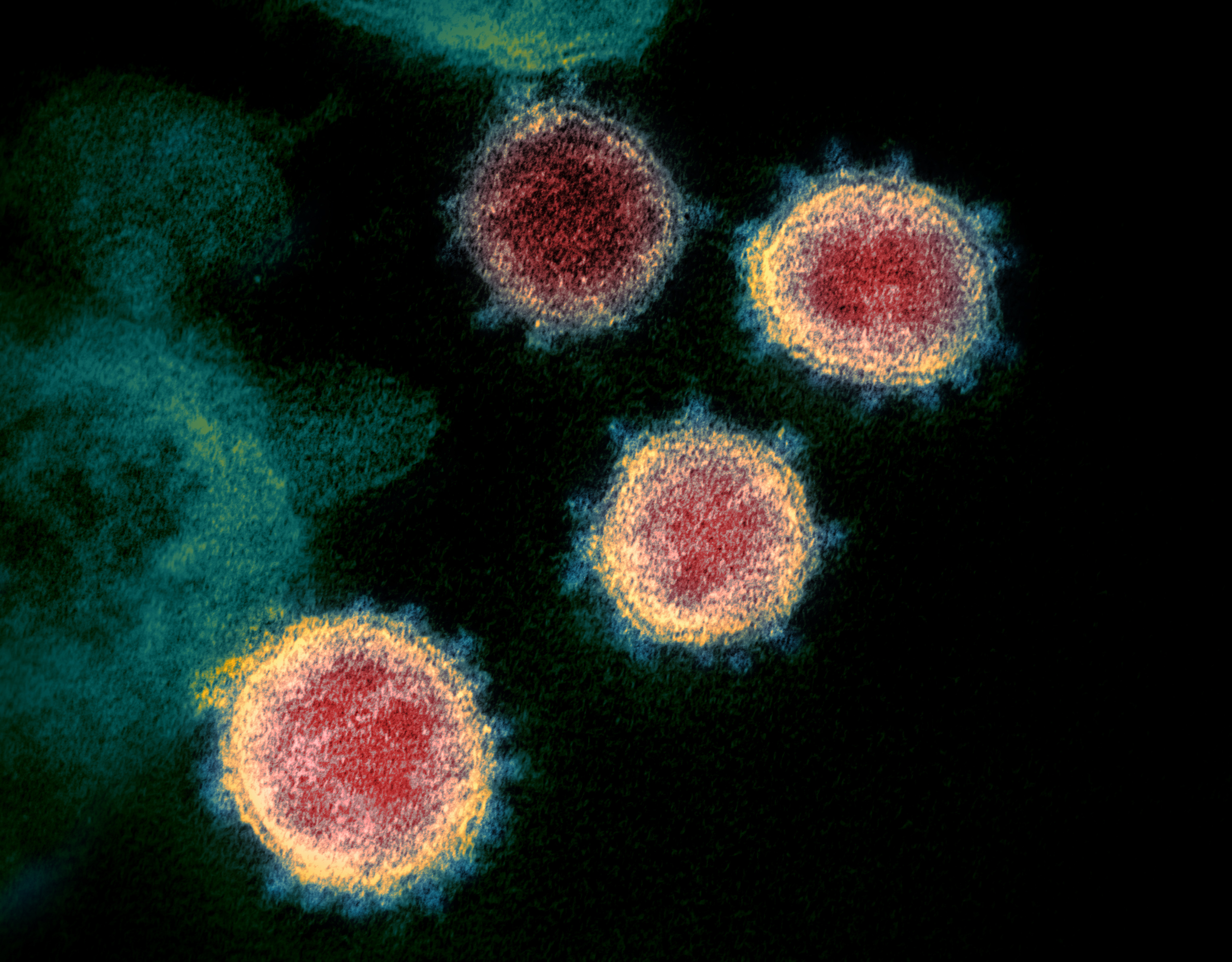
RNA-Viren: SARS-CoV-2, Coronaviridae
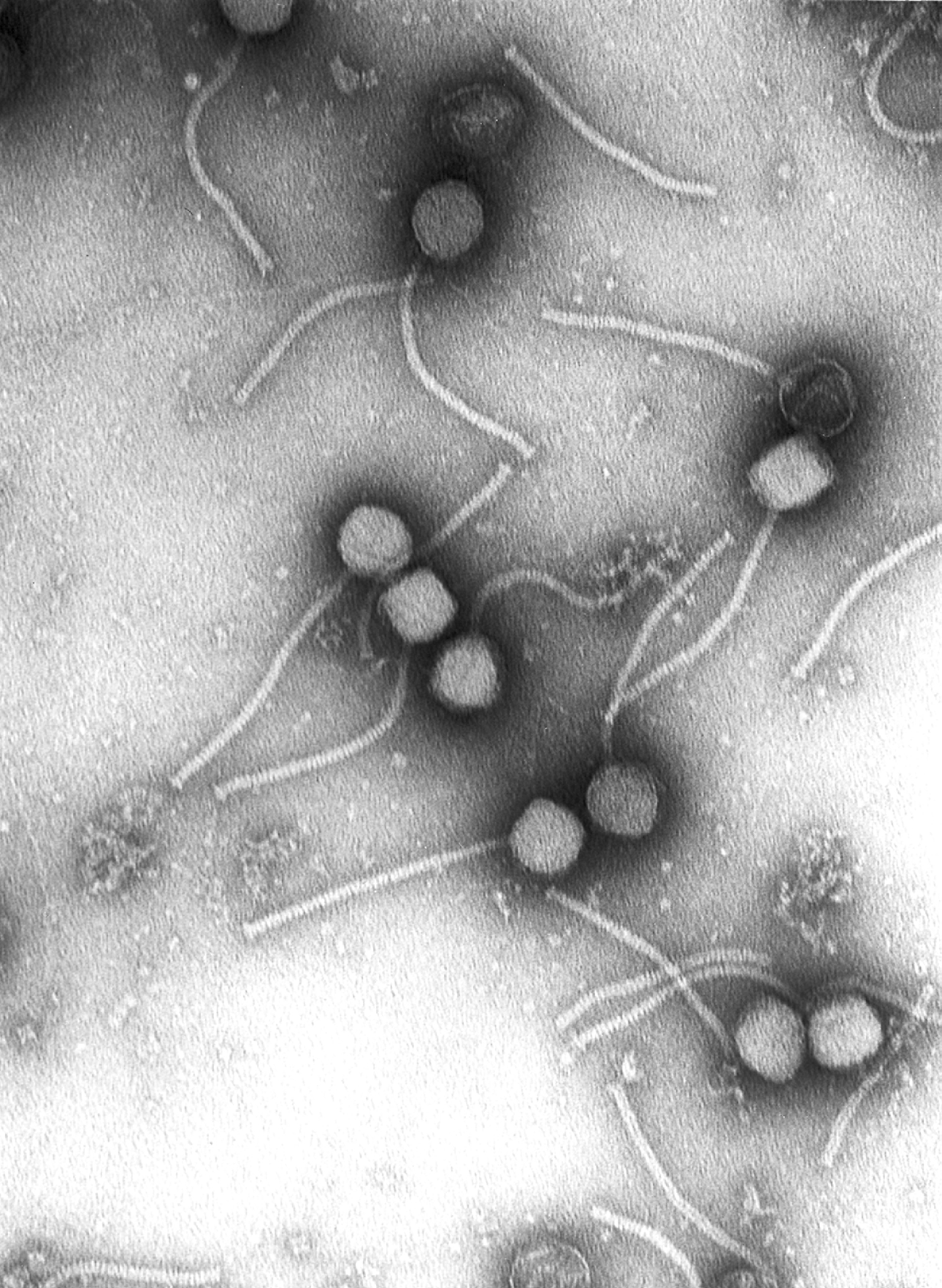
DNA-Viren: Bacillus-Phage Gamma (Klasse Caudoviricetes, Morphotyp Siphoviren)
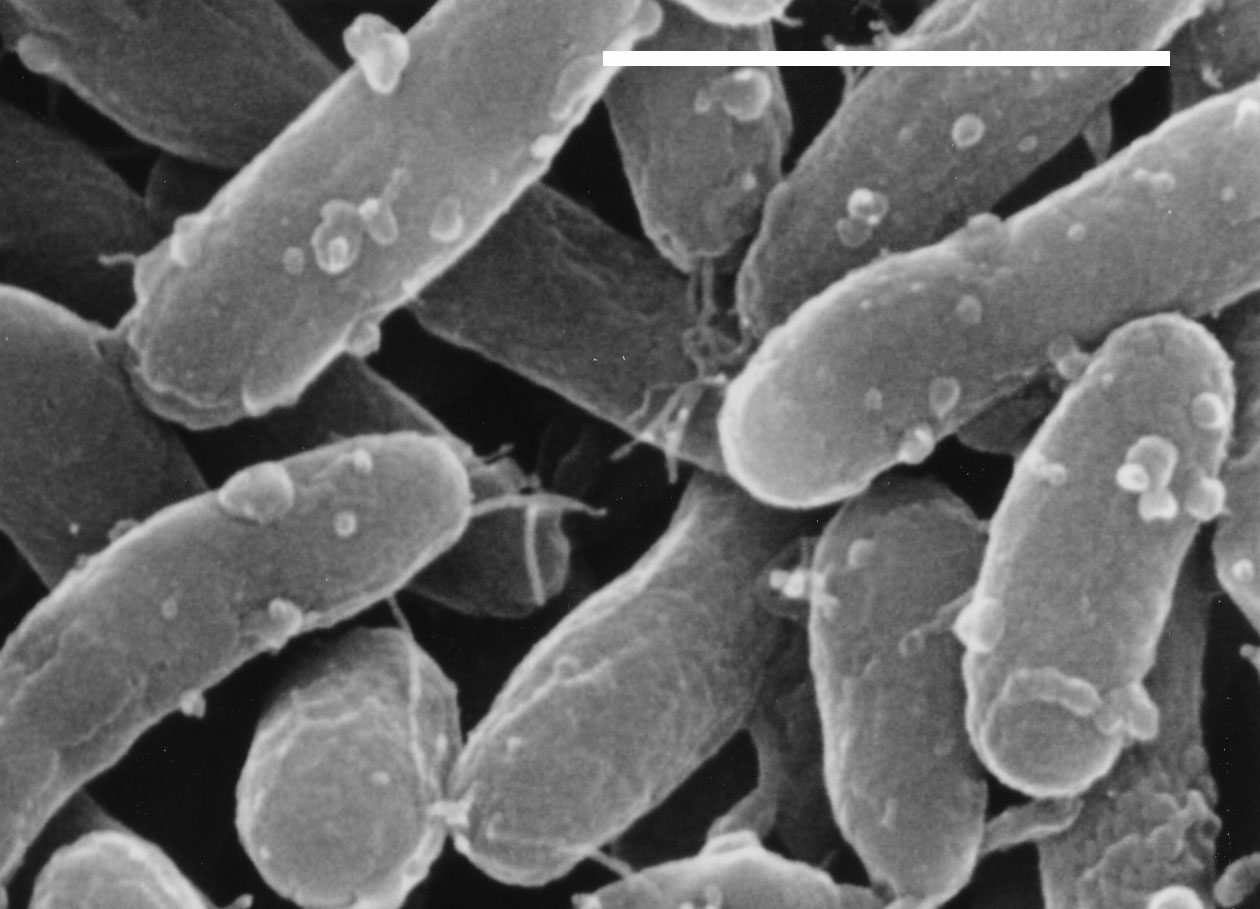
Bacteria (Bakterien): Gemmatimonas aurantiaca (—: 1 Mikrometer)
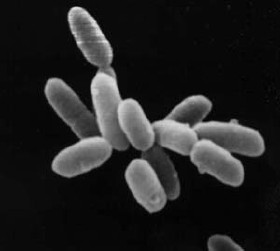
Archaea („Urbakterien“): Halobacterium (Euryarchaeota)
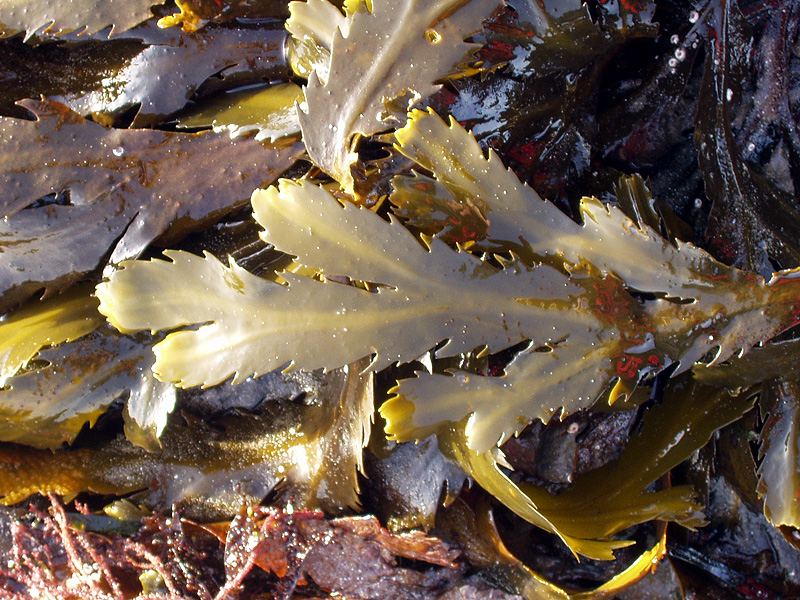
Stramenopila/Chromista (Geißeltiere): Fucus serratus
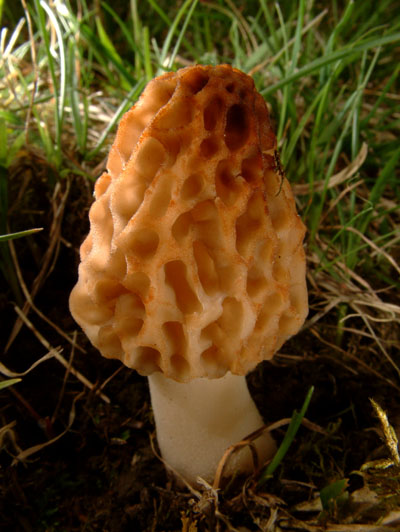
Fungi (Pilze): Morchella esculenta
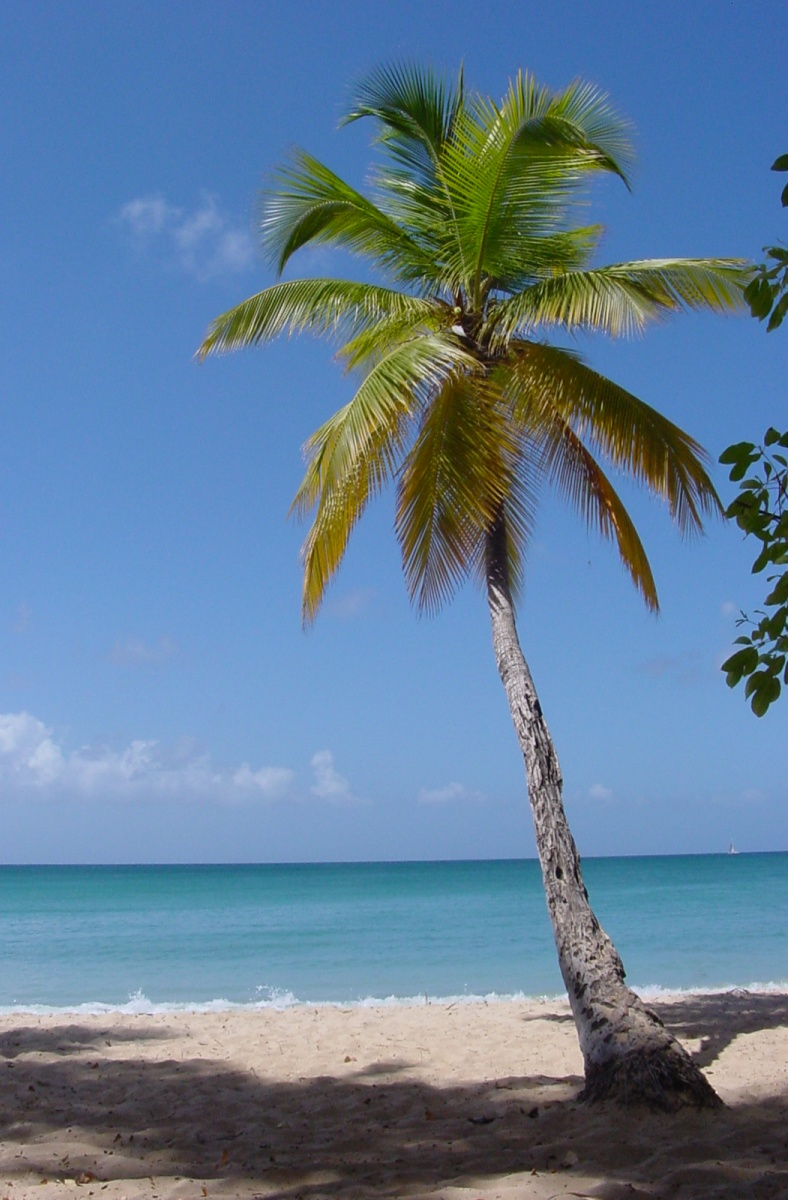
Planta (Pflanzen): Cocos nucifera
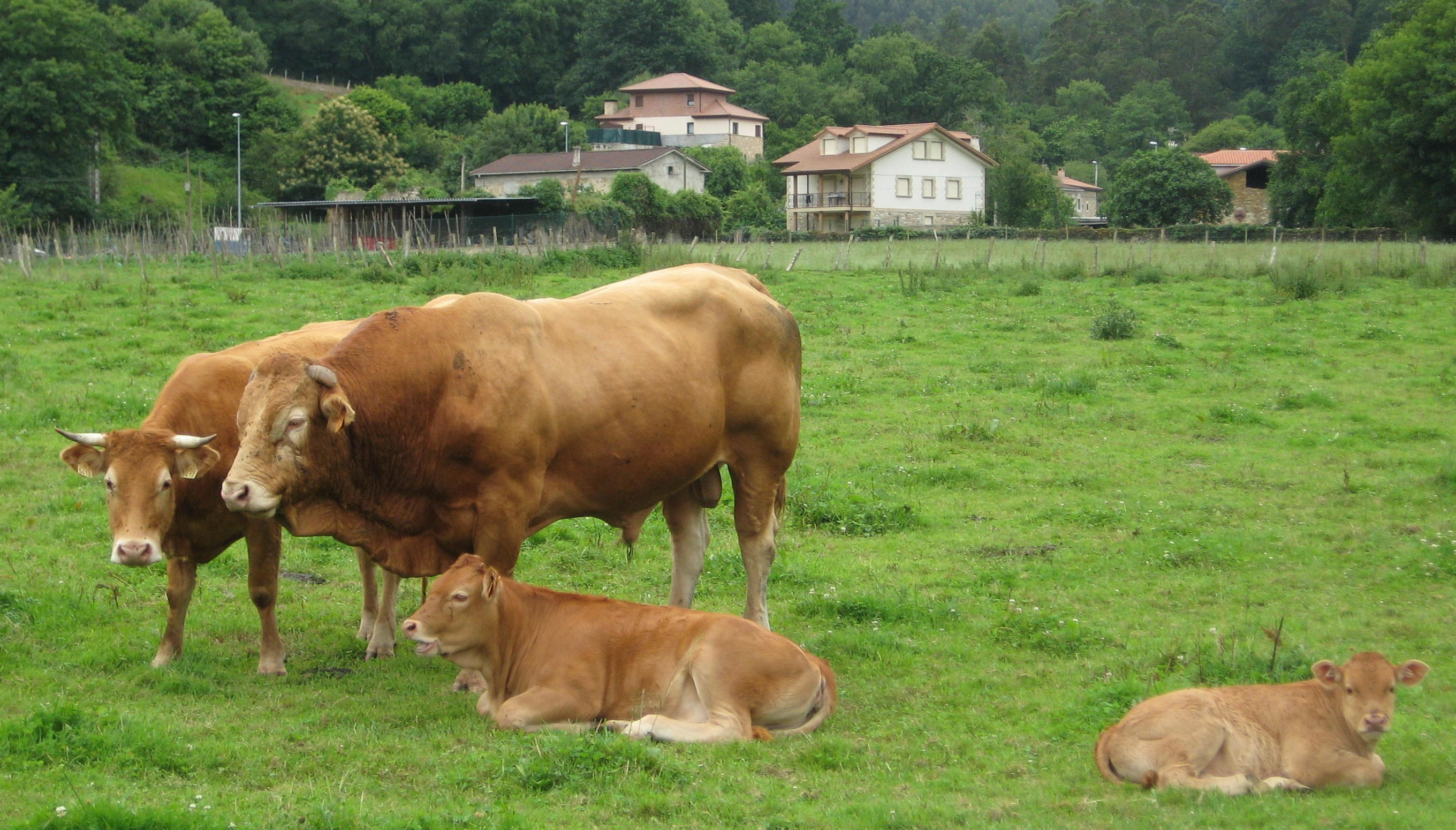
Animalia (mehrzellige Tiere): Bos primigenius taurus